# Liste des stations fermées du métro de Londres
Cette Liste des stations fermées du métro de Londres a pour objet de recenser ces stations dans le métro de Londres qui est un réseau de métro au Royaume-Uni qui dessert le Grand Londres et les districts voisins de l'Essex, du Hertfordshire et du Buckinghamshire. Le système a de nombreuses anciennes stations, alors que d'autres ont été projetées, mais pas ouvertes. La desserte de certaines anciennes stations a pris fin quand elles ont été fermées parce ce qu'elles avaient trop peu de voyageurs pour en justifier le maintien ; certaines stations sont devenues redondantes après que des lignes ont été remaniées ou des stations remplaçantes construites ; d'autres ne sont plus desservies par le métro, mais restent ouvertes aux services National Rail. Beaucoup de ces stations ont été projetées sur des lignes nouvelles ou des extensions de lignes existantes, mais ont été ensuite abandonnées sans avoir été ouvertes. 
Les bâtiments d'origine de certaines stations fermées existent toujours ; ils ont été convertis pour d'autres usages ou abandonnés, alors que d'autres ont été démolis et leur site réaménagé. Un certain nombre de stations, bien que toujours ouvertes, ont des quais ou des zones fermés, comme les quais de la Jubilee Line à Charing Cross. L'intérieur et les quais des stations fermées font partie des espaces du métro de Londres disponibles pour des tournages de films.

## Anciennes stations
Les stations suivantes ont été desservies un temps par une ligne de London Underground (métro de Londres) ou une des compagnies qui l'ont précédé, mais ne le sont plus. Beaucoup sont fermées à titre définitif, mais certaines sont encore desservies par des exploitants National Rail.
| Station                      | Ligne                    | Date fermeture    | Type de fermeture                            | État actuel                                                                  | Détails |
| ---------------------------- | ------------------------ | ----------------- | -------------------------------------------- | ---------------------------------------------------------------------------- | --- |
| Aldgate East                 | District                 | 30 octobre 1938   | Station déplacée                             | Démolie                                                                      | Fermée à l'ouverture de la station actuelle un peu plus à l'est pour permettre la reconstruction du raccordement d'Aldgate. |
| Aldwych                      | Piccadilly               | 30 septembre 1994 | Station et ligne fermées                     | Bâtiment subsistant, quais parfois utilisés pour des tournages de films.     | Terminus d'une branche de la Piccadilly line issue de Holborn ; fermeture due à la faible fréquentation et au coût du remplacement des ascenseurs . |
| Aylesbury                    | Metropolitan             | 10 septembre 1961 | Service supprimé                             | Exploitée par National Rail                                                  | Le service a été raccourci à Amersham quand les trains tractés par des locomotives à vapeur ont été remplacés par des rames de type A60 Stock . |
| Blake Hall                   | Central                  | 31 octobre 1981   | Station et ligne fermées                     | Bâtiment subsistant                                                          | Fermée pour cause de faible fréquentation . |
| Brill                        | Metropolitan             | 30 novembre 1935  | Station et ligne fermées                     | Démolie                                                                      | Fermée en même temps que le tramway de Brill, pour cause de sa faible fréquentation . |
| British Museum               | Central                  | 24 septembre 1933 | Station fermée                               | Démolie                                                                      | Fermée quand les quais de la Central line ont été ouverts à Holborn. |
| Brompton Road                | Piccadilly               | 29 juillet 1934   | Station fermée                               | En grande partie démolie                                                     | Fermée pour cause de faible fréquentation et création d'une nouvelle entrée à Knightsbridge . |
| Bushey                       | Bakerloo                 | 24 septembre 1982 | Service supprimé                             | Exploitée par National Rail                                                  | Service d'heures de pointe supprimé par économie à la suite de la suppression de la politique de Fares Fair du Greater London Council . |
| Carpenders Park              | Bakerloo                 | 24 septembre 1982 | Service supprimé                             | Exploitée par National Rail                                                  | Service d'heures de pointe supprimé par économie à la suite de la suppression de la politique de Fares Fair du Greater London Council . |
| Castle Hill (Ealing Dean)    | District                 | 30 septembre 1885 | Service supprimé                             | Exploitée par National Rail                                                  | Desserte de Windsor limitée à Ealing Broadway pour cause de faible fréquentation . Elle s'appelle aujourd'hui West Ealing. |
| Charing Cross                | Jubilee                  | 19 novembre 1999  | Partiellement                                | Reste de la station en service                                               | Deux quais restent utilisables mais ne sont plus en service depuis l'extension de la Jubilee Line à Stratford en 1999 . |
| City Road                    | Northern                 | 8 août 1922       | Station fermée                               | En grande partie démolie, une tour de ventilation subsiste.                  | Fermée pour cause de faible fréquentation . |
| Down Street                  | Piccadilly               | 21 mai 1932       | Station fermée                               | Bâtiment subsistant                                                          | Fermée pour cause de faible fréquentation quand les accès à Green Park et Hyde Park Corner ont été rapprochés de Down Street . |
| Drayton Park                 | Northern                 | 16 août 1976      | Service supprimé, transféré à National Rail  | Exploitée par National Rail                                                  | Ancienne branche Highbury de la Northern line (Northern City line) entre Moorgate et Finsbury Park transférée à National Rail . |
| Earl's Court                 | Piccadilly, District     | 31 janvier 1878   | Station déplacée                             | Démolie                                                                      | Station d'origine fermée à l'ouverture de la station actuelle plus à l'ouest. |
| Essex Road                   | Northern                 | 16 août 1976      | Service supprimé, transféré à National Rail  | Exploitée par National Rail                                                  | Ancienne branche Highbury de la Northern line (Northern City line) entre Moorgate et Finsbury Park transférée à National Rail . |
| Granborough Road             | Metropolitan             | 4 juillet 1936    | Station et ligne fermées                     | Démolie                                                                      | Fermée quand la desserte de Verney Junction a été coupée à Aylesbury pour cause de faible fréquentation . |
| Great Missenden              | Metropolitan             | 10 septembre 1961 | Service supprimé                             | Exploitée par National Rail                                                  | Le service a été raccourci à Amersham quand les trains tractés par des locomotives à vapeur ont été remplacés par des rames de type A60 Stock . |
| Grove Road (Hammersmith)     | Metropolitan             | 31 décembre 1906  | Service supprimé                             | Démolie                                                                      | Service supprimé pour cause de faible fréquentation ; la gare a été fermée en 1916 par le London and South Western Railway. |
| Hanwell                      | District                 | 30 septembre 1885 | Service supprimé                             | Exploitée par National Rail                                                  | Desserte de Windsor limitée à Ealing Broadway pour cause de faible fréquentation . |
| Hatch End                    | Bakerloo                 | 24 septembre 1982 | Service supprimé                             | Exploitée par National Rail                                                  | Service d'heures de pointe supprimé par économie à la suite de la suppression de la politique de Fares Fair du Greater London Council . |
| Hayes                        | District                 | 30 septembre 1885 | Service supprimé                             | Exploitée par National Rail                                                  | Desserte de Windsor limitée à Ealing Broadway pour cause de faible fréquentation . La gare s'appelle aujourd'hui Hayes & Harlington. |
| Headstone Lane               | Bakerloo                 | 24 septembre 1982 | Service supprimé                             | Exploitée par National Rail                                                  | Service d'heures de pointe supprimé par économie à la suite de la suppression de la politique de Fares Fair du Greater London Council . |
| Hillingdon                   | Metropolitan, Piccadilly | 5 décembre 1992   | Station déplacée                             | Démolie                                                                      | La station d'origine était à l'est de l'actuelle et a été fermée pour permettre l'élargissement de la route A40 . |
| Holborn                      | Central, Piccadilly      | 30 septembre 1994 | Partiellement                                | Reste de la station en service                                               | La station a deux quais abandonnés : ils desservaient la branche d'Aldwych ; le premier a été mis hors service en 1917. |
| Hounslow Town                | District                 | 1er mai 1909      | Station et ligne fermées, station déplacée   | Démolie                                                                      | Sur une branche du Metropolitan District Railway aujourd'hui fermée, embranchée sur l'actuelle Piccadilly line près de Hounslow East ; elle a été fermée à l'ouverture de Hounslow East . |
| King's Cross St. Pancras     | Metropolitan             | 9 mars 1941       | Station déplacée                             | Bâtiment subsistant                                                          | Les quais d'origine étaient à l'est des actuels ; la station a été déplacée pour améliorer la correspondance avec la gare grandes lignes . |
| King William Street          | Northern                 | 24 février 1900   | Station et ligne fermées                     | Démolie                                                                      | Le terminus d'origine du City & South London Railway, qui a été fermé quand la ligne a été prolongée par un nouveau tracé vers Bank . |
| Langley                      | District                 | 30 septembre 1885 | Service supprimé                             | Exploitée par National Rail                                                  | Desserte de Windsor limitée à Ealing Broadway pour cause de faible fréquentation . |
| Leigh-on-Sea                 | District                 | 30 septembre 1939 | Service supprimé                             | Exploitée par National Rail                                                  | Service d'excursion limité, supprimé comme mesure de guerre et jamais rétabli . |
| Lord's                       | Metropolitan             | 19 novembre 1939  | Station fermée                               | Démolie                                                                      | Fermée pour augmenter la capacité de la Metropolitan line, à la suite de l'ouverture de la station, proche, de St John's Wood, sur la Bakerloo line . |
| Mark Lane                    | District, Circle         | 4 février 1967    | Station déplacée                             | Bâtiment subsistant                                                          | Fermée quand l'actuelle station Tower Hill à l'est a été construite pour améliorer la correspondance avec les trains National Rail à Fenchurch Street . |
| Marlborough Road             | Metropolitan             | 19 novembre 1939  | Station fermée                               | Bâtiment subsistant                                                          | Fermée pour augmenter la capacité de la Metropolitan line, à la suite de l'ouverture de la station, proche, de St John's Wood, sur la Bakerloo line . |
| New Cross                    | East London              | 22 décembre 2007  | Service supprimé                             | Exploitée par National Rail                                                  | Aujourd'hui exploitée par London Overground. |
| New Cross Gate               | East London              | 22 décembre 2007  | Service supprimé                             | Exploitée par National Rail                                                  | Aujourd'hui exploitée par London Overground. |
| Northfields & Little Ealing  | Piccadilly               | 18 mai 1932       | Station déplacée                             | Démolie                                                                      | Déplacée pour permettre l'accès au nouveau dépôt de Northfields construit pour les trains de la Piccadilly line ; à son ouverture, cette station était desservie par la District line . |
| North Weald                  | Central                  | 30 septembre 1994 | Station et ligne fermées                     | Bâtiment subsistant                                                          | Fermée pour cause de faible fréquentation ; rouverte en 2004 dans le cadre du Epping Ongar Railway . |
| Ongar                        | Central                  | 30 septembre 1994 | Station et ligne fermées                     | Bâtiment subsistant                                                          | Fermée pour cause de faible fréquentation ; rouverte en 2004 dans le cadre du Epping Ongar Railway . |
| Osterley & Spring Grove      | Piccadilly               | 24 mars 1934      | Station déplacée                             | Bâtiment subsistant                                                          | Fermée quand la station d'Osterley a été rouverte au sud-ouest, pour augmenter la capacité . |
| Park Royal & Twyford Abbey   | Piccadilly               | 5 juillet 1931    | Station déplacée                             | Démolie                                                                      | Fermée quand la station a été déplacée à Park Royal pour améliorer l'accès depuis Western Avenue ; à son ouverture, cette station était desservie par la District line. |
| Preston Road                 | Metropolitan             | 2 janvier 1932    | Station déplacée                             | Démolie                                                                      | Une petite halte a été reconstruite à l'ouest quand le nombre de voies de la ligne est passé de deux à quatre . |
| Quainton Road                | Metropolitan             | 5 juillet 1936    | Station fermée                               | Bâtiment subsistant                                                          | Fermée quand la desserte de Verney Junction a été coupée à Aylesbury pour cause de faible fréquentation ; rouverte de manière temporaire avec exploitation de période de guerre entre 1943 et 1948 ; la station est le siège du Buckinghamshire Railway Centre et utilisée pour des services spéciaux occasionnels au départ d'Aylesbury. |
| Rotherhithe                  | East London              | 22 décembre 2007  | Service supprimé, transféré à National Rail  | Exploitée par National Rail                                                  | Aujourd'hui exploitée par London Overground. |
| St Mary's (Whitechapel Road) | District                 | 30 avril 1938     | Station fermée                               | Bombardée pendant la Seconde Guerre mondiale, démolie                        | Fermée quand Aldgate East a été reconstruite plus près ; convertie en abri anti-aérien pendant la guerre . |
| Shadwell                     | East London              | 22 décembre 2007  | Service supprimé, transféré à National Rail  | Exploitée par National Rail                                                  | Aujourd'hui exploitée par London Overground. |
| Shepherd's Bush              | Hammersmith & City       | 31 mars 1914      | Station déplacée                             | Démolie                                                                      | Station remplacée par Shepherd's Bush (aujourd'hui Shepherd's Bush Market) au nord et Goldhawk Road au sud . |
| Shoeburyness                 | District                 | 30 septembre 1939 | Service supprimé                             | Exploitée par National Rail                                                  | Service d'excursion limité, supprimé comme mesure de guerre et jamais rétabli . |
| Shoreditch                   | East London              | 9 juin 2006       | Station et ligne fermées                     | Bâtiment subsistant                                                          | Fermée pour permettre l'extension de la East London line sur un nouveau tracé sur le site ,. Remplacée par la gare de Shoreditch High Street du London Overground. |
| Slough                       | District                 | 30 septembre 1885 | Service supprimé                             | Exploitée par National Rail                                                  | Desserte de Windsor limitée à Ealing Broadway pour cause de faible fréquentation . |
| South Acton                  | District                 | 28 février 1959   | Station et ligne fermées                     | Démolie                                                                      | Sur une courte branche de la District Line au départ de Acton Town, elle a été fermée pour cause de faible fréquentation . |
| Southend Central             | District                 | 30 septembre 1939 | Service supprimé                             | Exploitée par National Rail                                                  | Service d'excursion limité, supprimé comme mesure de temps de guerre et jamais rétabli . |
| Southall                     | District                 | 30 septembre 1885 | Service supprimé                             | Exploitée par National Rail                                                  | La desserte de Windsor a été limitée à Ealing Broadway pour cause de faible fréquentation . |
| South Harrow                 | Piccadilly               | 4 juillet 1935    | Station déplacée                             | Bâtiment subsistant                                                          | Fermée lors du déplacement de la station à faible distance vers le nord . |
| South Kentish Town           | Northern                 | 5 juin 1924       | Station fermée                               | Bâtiment subsistant                                                          | Fermée pour cause de grève à la centrale électrique de Lots Road et jamais rouverte pour cause de faible fréquentation . |
| Stoke Mandeville             | Metropolitan             | 10 septembre 1961 | Service supprimé                             | Exploitée par National Rail                                                  | Le service a été raccourci à Amersham quand les trains tractés par des locomotives à vapeur ont été remplacés par des rames de type A60 Stock . |
| Surrey Quays                 | East London              | 22 décembre 2007  | Service supprimé, transféré à National Rail  | Exploitée par National Rail                                                  | Aujourd'hui exploitée par London Overground. |
| Swiss Cottage                | Metropolitan             | 17 août 1940      | Station fermée                               | Démolie                                                                      | Fermée comme mesure de temps de guerre et pas rouverte ; la station voisine de la Bakerloo line (aujourd'hui Jubilee line) a brièvement été en correspondance . |
| Tower of London              | District, Circle         | 12 octobre 1884   | Station déplacée                             | Démolie                                                                      | Une station à la courte existence sur le site de l'actuelle Tower Hill station, qui a été fermée quand Mark Lane (aujourd'hui fermée aussi) a été ouverte . |
| Uxbridge                     | Metropolitan, Piccadilly | 3 décembre 1938   | Station déplacée                             | Démolie                                                                      | Fermée lors de l'ouverture de la station actuelle dans un nouveau tracé près du centre-ville d'Uxbridge . |
| Uxbridge Road                | Metropolitan             | 19 octobre 1940   | Station fermée                               | Démolie                                                                      | Fermée à la suite du bombardement de la ligne pendant la Deuxième Guerre mondiale, du fait de la faible fréquentation . Toujours desservie par le National Rail, et Shepherd's Bush est à proximité au nord. |
| Verney Junction              | Metropolitan             | 4 juillet 1936    | Station et ligne fermées                     | Démolie                                                                      | Fermée quand la desserte a été coupée à Aylesbury pour cause de faible fréquentation . |
| Waddesdon                    | Metropolitan             | 5 juillet 1936    | Station et ligne fermées                     | Démolie                                                                      | Fermée quand la desserte de Verney Junction a été coupée à Aylesbury pour cause de faible fréquentation . |
| Waddesdon Road               | Metropolitan             | 30 novembre 1935  | Station et ligne fermées                     | Démolie                                                                      | Fermée en même temps que le tramway de Brill pour cause de faible fréquentation . |
| Wapping                      | East London              | 22 décembre 2007  | Service supprimé, transféré à National Rail. | Exploitée par National Rail                                                  | Aujourd'hui exploitée par London Overground. |
| Watford High Street          | Bakerloo                 | 24 septembre 1982 | Service supprimé                             | Exploitée par National Rail                                                  | Service d'heures de pointe supprimé par économie à la suite de la suppression de la politique de Fares Fair du Greater London Council . |
| Watford Junction             | Bakerloo                 | 24 septembre 1982 | Service supprimé                             | Exploitée par National Rail                                                  | Service d'heures de pointe supprimé par économie à la suite de la suppression de la politique de Fares Fair du Greater London Council . |
| Wendover                     | Metropolitan             | 10 septembre 1961 | Service supprimé                             | Exploitée par National Rail                                                  | Le service a été raccourci à Amersham quand les trains tractés par des locomotives à vapeur ont été remplacés par des rames de type A60 Stock . |
| Westbourne Park              | Metropolitan             | 31 octobre 1871   | Station déplacée                             | Démolie                                                                      | Fermée quand la station actuelle a été ouverte en 1871 . |
| Westcott                     | Metropolitan             | 30 novembre 1935  | Station et ligne fermées                     | Bâtiment subsistant                                                          | Fermée en même temps que le tramway de Brill pour cause de faible fréquentation . |
| West Drayton                 | District                 | 30 septembre 1885 | Service supprimé                             | Exploitée par National Rail                                                  | Desserte de Windsor limitée à Ealing Broadway pour cause de faible fréquentation . |
| Windsor                      | District                 | 30 septembre 1885 | Service supprimé                             | Exploitée par National Rail                                                  | Desserte de Windsor limitée à Ealing Broadway pour cause de faible fréquentation . La gare s'appelle aujourd'hui Windsor & Eton Central. |
| Winslow Road                 | Metropolitan             | 4 juillet 1936    | Station et ligne fermées                     | Démolie                                                                      | Fermée quand la desserte de Verney Junction a été coupée à Aylesbury pour cause de faible fréquentation . |
| White City                   | Hammersmith & City       | 24 octobre 1959   | Station fermée                               | Démolie                                                                      | Cette station a été fermée à la suite d'un incendie . La station Wood Lane est située à proximité. |
| Wood Lane                    | Central                  | 22 novembre 1947  | Station déplacée                             | Démolie                                                                      | Cette station particulièrement mal agencée a été fermée lorsque sa remplaçante, White City, a été ouverte plus au nord . |
| Wood Siding                  | Metropolitan             | 30 novembre 1935  | Station et ligne fermées                     | Démolie                                                                      | Fermée en même temps que le tramway de Brill pour cause de faible fréquentation . |
| Wotton                       | Metropolitan             | 30 novembre 1935  | Station et ligne fermées                     | Démolie                                                                      | Fermée en même temps que le tramway de Brill pour cause de faible fréquentation . |
| York Road                    | Piccadilly               | 17 septembre 1932 | Station fermée                               | Bâtiment subsistant et quais visibles entre King's Cross et Caledonian Road. | Fermée pour cause de faible fréquentation . |

## Stations jamais ouvertes
Les stations suivantes ont été projetées par London Underground ou une des compagnies qui l'ont précédé, et ont reçu une approbation parlementaire. D'importants changements dans les projets ou des réductions de fonds ont causé l'annulation de ces stations avant leur ouverture, et, dans la plupart des cas, avant que le moindre chantier de construction ne soit lancé.
| Station               | Ligne                           | Projetée | Abandonnée | Projet                                                        | Détails |
| --------------------- | ------------------------------- | -------- | ---------- | ------------------------------------------------------------- | --- |
| Alexandra Palace      | Northern                        | 1935     | 1954       | Transfert depuis le LNER                                      | Partie abandonnée du projet Northern Heights Project. |
| Brixton               | City & Brixton Railway          | 1898     | 1902       | Nouvelle station sur nouvelle ligne                           | La compagnie n'a pas réussi à lever les fonds, les autorisations ont expiré. |
| Brockley Hill         | Northern                        | 1936     | 1953       | Nouvelle station sur nouvelle ligne                           | Partiellement construite ; partie abandonnée du projet Northern Heights Project. |
| Brondesbury           | North West London Railway       | 1899     | 1908       | Nouvelle station sur nouvelle ligne                           | La compagnie n'a pas réussi à lever les fonds, les autorisations ont expiré. |
| Bushey Heath          | Northern                        | 1936     | 1949       | Nouvelle station sur nouvelle ligne                           | Partie abandonnée du projet Northern Heights Project. |
| Camberwell            | Bakerloo                        | 1931     | 1950       | Nouvelle station sur nouvelle ligne                           | Projet abandonné de prolongement à Camberwell. |
| Charing Cross         | Metropolitan District Railway   | 1897     | 1908       | Nouvelle station sur nouvelle ligne                           | La seule station intermédiaire d'un tracé express à grande profondeur, abandonné, sous le côté sud de la Circle line entre Gloucester Road et Mansion House ; elle aurait été en correspondance avec la station existante du MDR (aujourd'hui Embankment).                                                                    |
| Cranley Gardens       | Northern                        | 1935     | 1954       | Transfert depuis le LNER                                      | Partie abandonnée du projet Northern Heights Project. |
| Cricklewood           | North West London Railway       | 1899     | 1908       | Nouvelle station sur nouvelle ligne                           | La compagnie n'a pas réussi à lever les fonds, les autorisations ont expiré. |
| Crouch End            | Northern                        | 1935     | 1954       | Transfer from LNER                                            | Partie abandonnée du projet Northern Heights Project. |
| Denham                | Central                         | 1937     | 1948       | Prolongement du service                                       | Projet abandonné de prolongement de la Central line au-delà de West Ruislip, lors du lancement de la Metropolitan Green Belt ; desserte assurée par National Rail. |
| Elstree South         | Northern                        | 1936     | 1949       | Nouvelle station sur nouvelle ligne                           | Partie abandonnée du projet Northern Heights Project. |
| Emlyn Road            | Central                         | 1913     | 1919       | Nouvelle station sur nouvelle ligne                           | Projet abandonné de prolongement à Richmond. |
| Fenchurch Street      | Jubilee line                    | 1964     | 1989       | Nouvelle station sur nouvelle ligne                           | Faisait partie de la phase 2, annulée, du projet d'origine d'extension de la Jubilee line. |
| Hammersmith Grove     | Central                         | 1919     | 1920       | Nouvelle station sur nouvelle ligne                           | Projet abandonné de prolongement à Richmond. |
| Harefield Road        | Central                         | 1937     | 1948       | Nouvelle station sur ligne existante du Great Western Railway | Projet abandonné de prolongement de la Central line au-delà de West Ruislip, lors du lancement de la Metropolitan Green Belt. |
| Harringay             | Great Northern & Strand Railway | 1898     | 1902       | Nouvelle station sur nouvelle ligne                           | Projet du Great Northern & Strand Railway de ligne sous le Great Northern Railway au nord de Finsbury Park ; abandonné quand la ligne a été fusionnée avec le Brompton & Piccadilly Circus Railway (actuelle Piccadilly line) ; elle aurait eu une correspondance avec la gare de Harringay du GNR.                           |
| Harrow Road           | North West London Railway       | 1899     | 1908       | Nouvelle station sur nouvelle ligne                           | La compagnie n'a pas réussi à lever les fonds, les autorisations ont expiré. |
| Heathfield Terrace    | Central                         | 1913     | 1919       | Nouvelle station sur nouvelle ligne                           | Projet abandonné de prolongement à Richmond. |
| Highgate (High-level) | Northern                        | 1935     | 1954       | Transfert depuis le LNER                                      | Station du LNER reconstruite mais dont le transfert a été abandonné ; partie abandonnée du projet Northern Heights Project. |
| Hornsey               | Great Northern & Strand Railway | 1898     | 1902       | Nouvelle station sur nouvelle ligne                           | Projet du Great Northern & Strand Railway de ligne sous le Great Northern Railway au nord de Finsbury Park ; abandonné quand la ligne a été fusionnée avec le Brompton & Piccadilly Circus Railway (actuelle Piccadilly line) ; aurait eu une correspondance avec le GNR à Hornsey.                                           |
| Hyde Park Corner      | North West London Railway       | 1899     | 1908       | Nouvelle station sur nouvelle ligne                           | Une correspondance était prévue avec la station de la Piccadilly line. |
| Kennington Cross      | City & Brixton Railway          | 1898     | 1902       | Nouvelle station sur nouvelle ligne                           | La compagnie n'a pas réussi à lever les fonds, les autorisations ont expiré. |
| Kilburn               | North West London Railway       | 1899     | 1908       | Nouvelle station sur nouvelle ligne                           | La compagnie n'a pas réussi à lever les fonds, les autorisations ont expiré ; station indépendante de la station de la Jubilee line du même nom. |
| Lambeth Road          | City & Brixton Railway          | 1898     | 1902       | Nouvelle station sur nouvelle ligne                           | La compagnie n'a pas réussi à lever les fonds, les autorisations ont expiré. |
| London Bridge         | City & Brixton Railway          | 1898     | 1902       | Nouvelle station sur nouvelle ligne                           | La compagnie n'a pas réussi à lever les fonds, les autorisations ont expiré ; station indépendante de la station de la Northern line du même nom. |
| Lorn Road             | City & Brixton Railway          | 1898     | 1902       | Nouvelle station sur nouvelle ligne                           | La compagnie n'a pas réussi à lever les fonds, les autorisations ont expiré. |
| Lothbury              | Great Northern & City Railway   | 1902     | 1914       | Nouvelle station sur nouvelle ligne                           | Remplacée par un projet alternatif où la station n'était plus nécessaire ; ce plan alternatif a lui-même été abandonné. |
| Ludgate Circus        | Jubilee line                    | 1964     | 1980       | Nouvelle station sur nouvelle ligne                           | Faisait partie de la phase 2, annulée, du projet d'origine d'extension de la Jubilee line. |
| Maida Vale            | North West London Railway       | 1899     | 1908       | Nouvelle station sur nouvelle ligne                           | La compagnie n'a pas réussi à lever les fonds, les autorisations ont expiré ; station indépendante de la station de la Bakerloo line du même nom, qui a été projetée plus tard. |
| Mansion House         | Metropolitan District Railway   | 1897     | 1908       | Nouvelle station sur nouvelle ligne                           | Le terminus d'un tracé express à grande profondeur, abandonné, sous le côté sud de la Circle line issu de Gloucester Road ; aurait eu une correspondance avec la station de faible profondeur du MDR. |
| Marble Arch           | North West London Railway       | 1899     | 1908       | Nouvelle station sur nouvelle ligne                           | La compagnie n'a pas réussi à lever les fonds, les autorisations ont expiré ; une correspondance était prévue avec la station de la Central line. |
| Mill Hill (The Hale)  | Northern                        | 1935     | 1954       | Transfert depuis le LNER                                      | Partie abandonnée du projet Northern Heights Project. |
| Muswell Hill          | Northern                        | 1935     | 1954       | Transfert depuis le LNER                                      | Partie abandonnée du projet Northern Heights Project. |
| North End             | Northern                        | 1903     | 1906       | Nouvelle station sur nouvelle ligne                           | Prévue par le Charing Cross, Euston and Hampstead Railway, mais abandonnée, bien que partiellement construite au niveau des quais, du fait de la prévision d'une faible fréquentation ; la ligne a été ouverte à travers la station telle que prévue en 1907.                                                                 |
| Paddenwick Road       | Central                         | 1913     | 1919       | Nouvelle station sur nouvelle ligne                           | Projet abandonné de prolongement à Richmond. |
| Rylett Road           | Central                         | 1913     | 1919       | Nouvelle station sur nouvelle ligne                           | Projet abandonné de prolongement à Richmond. |
| St George's Circus    | City & Brixton Railway          | 1898     | 1902       | Nouvelle station sur nouvelle ligne                           | La compagnie n'a pas réussi à lever les fonds, les autorisations ont expiré. |
| Stroud Green          | Northern                        | 1935     | 1954       | Transfert depuis le LNER                                      | Partie abandonnée du projet Northern Heights Project. |
| Turnham Green         | Central                         | 1913     | 1919       | Nouvelle station sur nouvelle ligne                           | Projet abandonné de prolongement à Richmond. |
| Walworth              | Bakerloo                        | 1931     | 1950       | Nouvelle station sur nouvelle ligne                           | Projet abandonné de prolongement à Camberwell. |
| West End              | North West London Railway       | 1899     | 1908       | Nouvelle station sur nouvelle ligne                           | La compagnie n'a pas réussi à lever les fonds, les autorisations ont expiré. |
| Wood Green            | Great Northern & Strand Railway | 1898     | 1902       | Nouvelle station sur nouvelle ligne                           | Projet du Great Northern & Strand Railway de ligne sous le Great Northern Railway au nord de Finsbury Park ; abandonné quand la ligne a été fusionnée avec le Brompton & Piccadilly Circus Railway (actuellement la Piccadilly line) ; aurait eu une correspondance avec le GNR à Wood Green (actuellement Alexandra Palace). |
| Victoria              | North West London Railway       | 1899     | 1908       | Nouvelle station sur nouvelle ligne                           | La compagnie n'a pas réussi à lever les fonds et les autorisations ont expiré ; une correspondance était prévue à la station Victoria de la District line. |

## Dans la culture
- Dans le roman Neverwhere de Neil Gaiman, les personnages utilisent certaines stations fermées pour se déplacer dans Londres, ce qui accentue le décalage entre le Londres d'En Haut et celui d'En Bas.